# 褐矢嘲鸫
褐矢嘲鸫（学名：Toxostoma rufum）也称褐弯嘴嘲鸫，为雀形目嘲鸫科下的一个鸟种, 分布于北美洲落矶山脉以东
。